# British Caledonian
British Caledonian (BCal) est une compagnie aérienne privée britannique indépendante opérant à partir de l'aéroport de Gatwick, dans le sud-est de l'Angleterre, dans les années 1970 et 1980.

## Histoire de British Caledonian

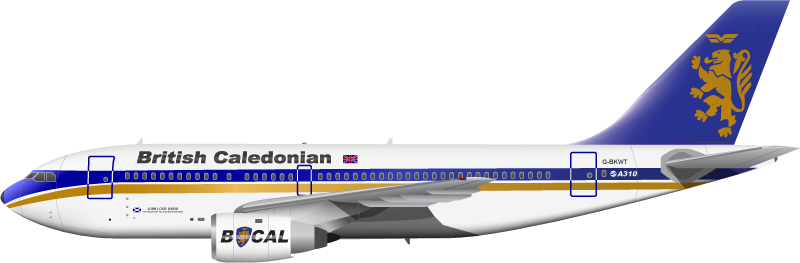
Livrée de la British Caledonian sur un Airbus A310-200 vers 1984.

### Création
Elle est créée pour remplacer les compagnies aériennes contrôlées par le gouvernement britannique et est qualifiée de « Second Force » dans le rapport Edwards de 1969. Elle a été formée par la deuxième plus grande, compagnie charter indépendante du Royaume-Uni, Caledonian Airways qui a pris en charge British United Airways (BUA), la plus grande compagnie aérienne britannique indépendante et premier transporteur aérien indépendant au Royaume-Uni.
La prise de contrôle de BUA permet à Caledonian de réaliser son ambition de longue date de se transformer en une compagnie aérienne régulière. La nouvelle entité devient la plus grande compagnie aérienne internationale régulière et indépendante du Royaume-Uni.

### Années 1970
Au cours des années 1970, la British Caledonian (BCal), troisième grande compagnie aérienne du Royaume-Uni, a pour objectif de contrebalancer le quasi-monopole de ces compagnies d'État, qui fournissent 90 % de toutes les capacités de transport aérien régulier du Royaume-Uni au début de la décennie,. Cela entraîne l'expansion du réseau prévu hérité d'une concurrence réelle aux concurrents établis sur un certain nombre de liaisons aériennes principales, ainsi d'augmenter la flotte acquise avec la dernière génération d'avion à fuselage étroit et large pour maintenir un avantage concurrentiel,,.
L’expansion rapide de la British Caledonian connaît un recul temporaire lors de la récession de 1973-1975 qui suit la crise pétrolière de 1973. Cela met en péril la stabilité financière de la compagnie aérienne au cours de ces années de formation et menace sa survie.
Après la reprise économique au cours de la deuxième moitié de cette décennie, elle retrouve sa stabilité financière, ce qui lui permet de se développer à nouveau et de devenir rentable. 

### Années 1980
Une série de difficultés financières majeures au milieu des années 1980, conjuguée à l'incapacité de la compagnie aérienne à se développer suffisamment pour atteindre une taille viable, l'expose à un risque sérieux de faillite. BCal commence à rechercher un partenaire pour améliorer sa position concurrentielle. En décembre 1987, British Airways (BA) prend le contrôle de la compagnie aérienne. Le nom et la livrée de British Caledonian sont ensuite utilisés pour renommer British Airtours, filiale de BA à Gatwick, sous le nom de Caledonian Airways. 
Le Comité Edwards est créé en 1967 pour examiner l’avenir de l’aviation britannique. Son rapport ( British Air Transport in the Seventies ) publié en mai 1969 contient un certain nombre de recommandations. L'une d'elles, est qu'une compagnie aérienne de « Second Force » doit être formée par des opérateurs britanniques indépendants (non contrôlés par le gouvernement) afin d'étendre la capacité de la compagnie aérienne britannique sur les liaisons court-courrier et long-courrier. Cette compagnie aérienne privée a la préférence d'être le deuxième opérateur aérien britannique agréé. En échange des itinéraires empruntés par les sociétés d' État, celles-ci doivent être présentes au conseil d'administration de la deuxième force. Deux indépendants britanniques sont spécifiquement mentionnés, Caledonian et BUA. À l'instigation du gouvernement, Caledonian Airways, un opérateur de charter rentable depuis 10 ans, reprend British United Airways, plus grande et plus ancienne, mais en difficultés financières. La société résultante est initialement connue sous le nom de "Caledonian / BUA" avant de devenir « British Caledonian Airways ».

### Raison de l'échec de British Caledonian
Les années 1980 sont marquées par de nombreuses difficultés pour la British Caledonian. BCal connaît plusieurs revers importants à la suite de plusieurs événements géopolitiques survenus au cours de cette décennie. Les réservations transatlantiques tombent à la suite du bombardement américain de la Libye et de la catastrophe de Tchernobyl. Ces liaisons représentaient 25 % du chiffre d'affaires. La dévaluation et le contrôle des exportations de devises affectant le Nigéria coupent les revenus des liaisons ouest-africaines. La perte totale de revenus est de 80 millions de £.
Ces événements affaiblissent considérablement BCal sur le plan opérationnel et financier. Ce sont les principaux facteurs qui contribuent à la disparition de la compagnie aérienne au cours de la seconde moitié de cette décennie.
BCal cède des actifs et procède à des licenciements, mais l'avantage ne dure que jusqu'au milieu de 1987. BCal envisage la fusion comme une solution. Une fusion de BCal et de BA nouvellement privatisée est annoncée, BCal cède ensuite à la proposition de fusion de BA et est soumise à la Commission des monopoles et des fusions. D'autres compagnies aériennes partenaires sont recherchées et SAS engage des pourparlers pour acquérir une participation minoritaire substantielle et restructurer la société de manière à ne pas enfreindre les clauses de nationalité dans les accords bilatéraux couvrant le trafic aérien.
Finalement, BA conclut une transaction, à prendre ou à laisser, qui vaut plus que l’offre de SAS, actionnaire principal de BCal, puis acceptée par le conseil d’administration. Les commissions des monopoles britanniques et européens doivent encore se mettre d'accord. En conséquence, les créneaux d’atterrissage de la fusion à Gatwick et les itinéraires sont cédés à d’autres exploitants.

## Type d'avion exploité

### Détails de la flotte
BCal et ses filiales exploitent les types d'avions suivants :
- Airbus A310 -200 ;
- Série BAC 1-11 200/300/400/500 ;
- Boeing 707 -120B / 320B / 320C ;
- Boeing 747 -100 / 200B / 200B "Combi" ;
- McDonnell Douglas DC-10 -10/30 ;
- Piper PA-23 Aztec ;
- Piper PA-31 Navajo Chieftain ;
- Vickers VC10 série 1103/1109 ;
- Vickers Viscount série 800 ;
- Lockheed série L-1011 TriStar 100.

Flotte en 1972

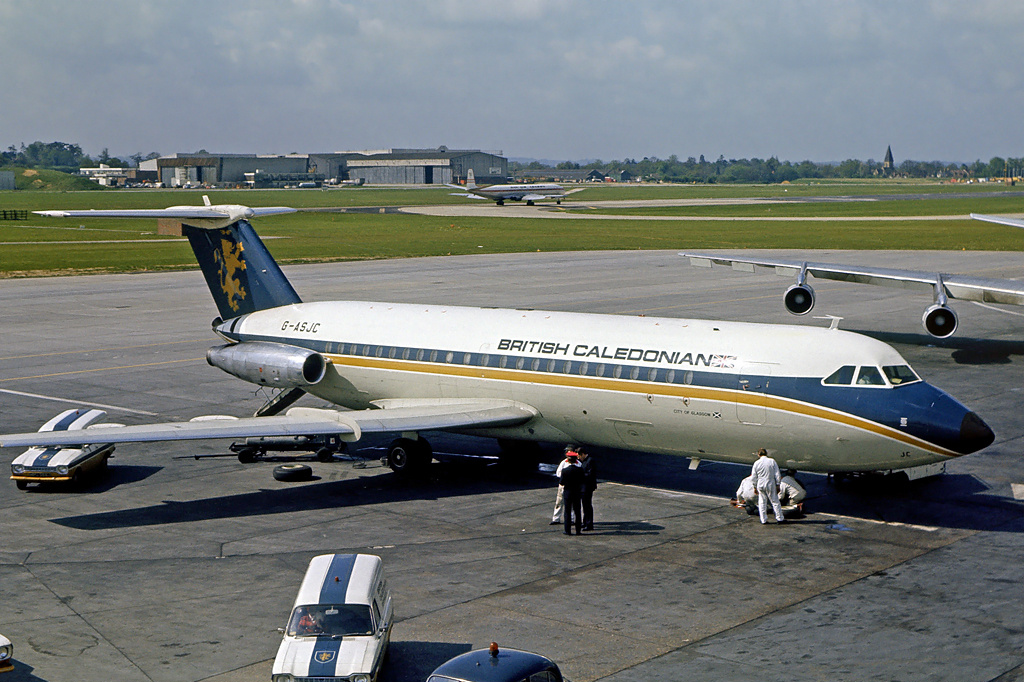
Un BAC 1-11-200 à l'aéroport de Londres-Gatwick en 1973.

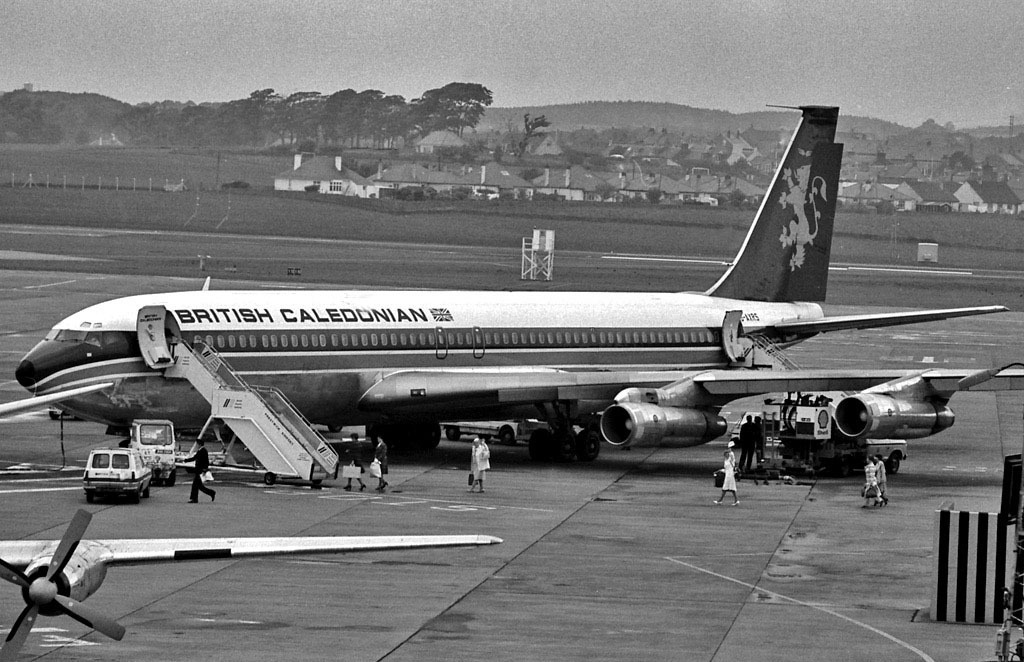
Un Boeing 707-320C à l'aéroport de Glasgow-Prestwick.

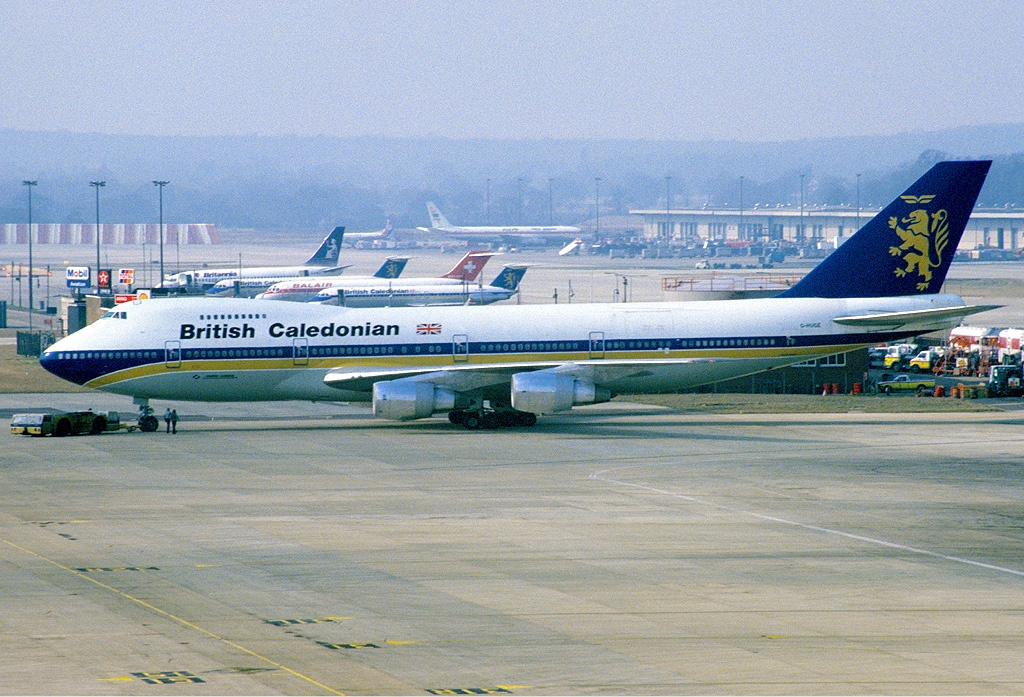
Un Boeing 747-200M à Gatwick en 1986.

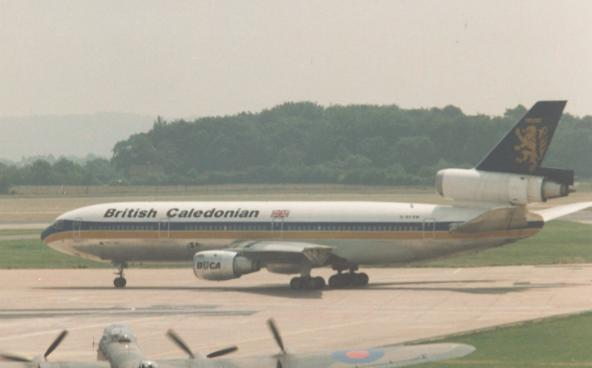
Un McDonnell Douglas DC-10-30 à l'aéroport de Manchester en 1987.

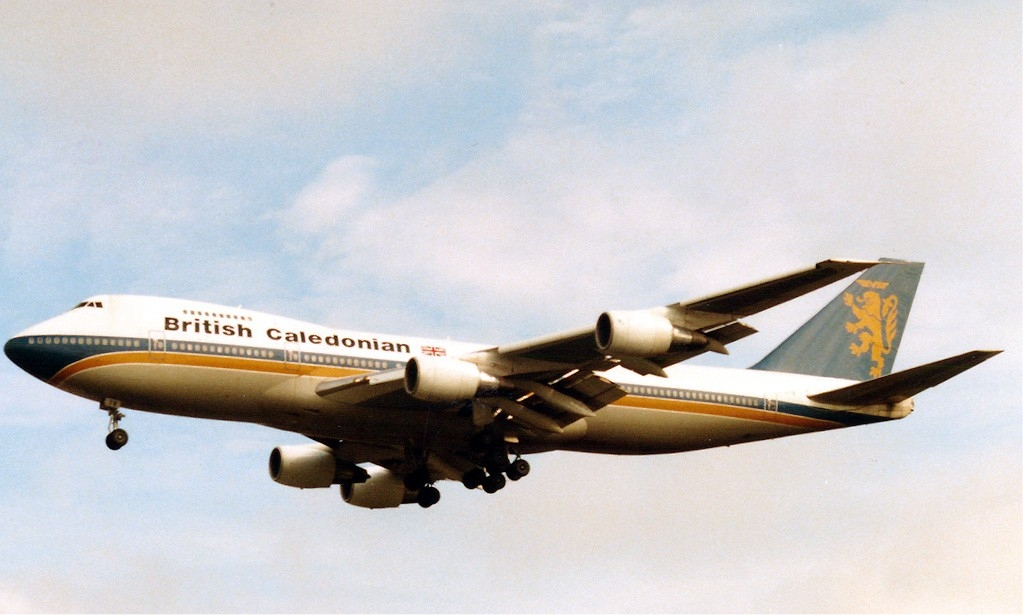
Un Boeing 747-200 Maiwald-1

En mai 1972, la flotte de BCal comprend 32 avions à réaction. 
| Avion           | Nombre |
| --------------- | ------ |
| Boeing 707-320C | 8      |
| Vickers VC10    | 4      |
| BAC 1-11 500    | 13     |
| BAC 1-11 200    | 7      |
| Total           | 32     |

5 300 personnes sont employées.
Flotte en 1975
En mars 1975, la flotte de BCal comprend 24 avions à réaction. 
| Avion           | Nombre |
| --------------- | ------ |
| Boeing 707-320C | 11     |
| BAC 1-11 500    | 6      |
| BAC 1-11 200    | 7      |
| Total           | 24     |

4 846 personnes sont employées.
Flotte en 1978
En avril 1978, la flotte de BCal comprend 29 appareils et deux DC-10-30 en commande. 
| Avion                        | Nombre |
| ---------------------------- | ------ |
| McDonnell Douglas DC-10-30   | 2      |
| Boeing 707-320C              | 9      |
| BAC 1-11 500                 | 9      |
| BAC 1-11 200                 | 7      |
| Piper PA-31 Navajo Chieftain | 2      |
| Total                        | 29     |

5 500 personnes sont employées.
Flotte en 1981
En mai 1981, la flotte de BCal comprend 29 avions à réaction. 
| Avion                      | Nombre |
| -------------------------- | ------ |
| McDonnell Douglas DC-10-30 | 8      |
| Boeing 707-320C            | 5      |
| BAC 1-11 500               | 9      |
| BAC 1-11 200               | 7      |
| Total                      | 29     |

6 600 personnes sont employées.
Flotte en 1984
En mars 1984, la flotte principale de BCal comprend 25 avions à réaction. 
| Avion                      | Nombre |
| -------------------------- | ------ |
| Boeing 747-200B            | 1      |
| McDonnell Douglas DC-10-30 | 8      |
| Airbus A310-200            | 2      |
| Boeing 707-320C            | 2      |
| BAC 1-11 500               | 12     |
| Total                      | 25     |

6 300 personnes sont employées.
Flotte en 1986
En mars 1986, la flotte principale de BCal comprend 27 avions à réaction et sept Airbus A320 en commande. BCal employait 6 750 personnes. 
| Avion                      | Nombre |
| -------------------------- | ------ |
| Boeing 747-200B            | 1      |
| Boeing 747-200B Combi      | 1      |
| McDonnell Douglas DC-10-30 | 10     |
| Airbus A310-200            | 3      |
| BAC 1-11 500               | 13     |
| Total                      | 28     |

## Incidents et accidents
BCal connaît un bon bilan de sécurité au cours de ses 17 années d'existence. Ses avions n'ont jamais été impliqués dans des accidents mortels. Il y a eu quelques incidents notables impliquant l'avion de la compagnie aérienne mais sans conséquences humaines.
Le 24 septembre 1971, un Vickers VC10 1103 (immatriculation: G-ASIX) a été pris dans une turbulence sur la liaison de Santiago du Chili à Buenos Aires, alors qu'il exploitait le premier secteur du programme hebdomadaire Santiago – Gatwick de BCal. Alors que l'avion volait au-dessus de la Cordillère des Andes, il a rencontré des fortes turbulences atmosphériques au-dessus des montagnes. Il en est résulté que l'avion a été jeté sur son côté avec un angle supérieur à 90°, puis, l'avant de l'avion plonge vers le bas puis vers le haut à 8 230 m, les hauts sommets se trouvant seulement quelques centaines de mètres au-dessous. La gravité de cet incident a blessé une hôtesse de l'air qui travaillait dans la cuisine arrière et a endommagé les unités de contrôle motorisées de presque toutes les gouvernes, laissant l'avion s'effondrer à une vitesse proche de Mach 1. L'équipage a réussi une récupération et réinitialisé les PCU de l'avion. Après l'atterrissage en toute sécurité de l'avion à Buenos Aires, une vérification au sol approfondie a été effectuée avant d'autoriser l'avion à reprendre son vol à destination de Gatwick. Une inspection détaillée de l'avion à Gatwick a révélé une fracture dans l'un des longerons de support de la dérive, nécessitant une longue réparation. Sur un avion de ligne avec des moteurs montés dans les ailes dans les mêmes circonstances, les goupilles de fixation du moteur se seraient probablement cassées,.
Le 28 janvier 1972, un Vickers VC10-1109 (immatriculation: G-ARTA) a subi de graves dommages structurels au fuselage à la suite d'un atterrissage exceptionnellement difficile à Gatwick à la fin d'un court vol au départ d'Heathrow. La compagnie aérienne a décidé que les réparations n'étaient pas rentables et l'avion a été mis au rebut à Gatwick en 1975, )  ,,.
Le 19 juillet 1972, un BAC One-Eleven 501EX (immatriculation: G-AWYS) subit des dommages importants du fait d'un roulage pour décollage trop long depuis l'aéroport de Corfou. L’appareil avait traversé une mare d’eau stagnante proche de sa vitesse de décision pendant sa période de décollage. Cela a provoqué une réduction temporaire de la poussée des moteurs que le commandant de bord a interprétée comme une panne moteur nécessitant un arrêt immédiat du décollage. La décision de l’équipage d’abandonner leur décollage a été retardée et, par conséquent, l’appareil ne s’est pas arrêté sur la piste. Après avoir traversé un terrain accidenté, il s’est finalement immobilisé. Aucun des six membres d'équipage et des 79 passagers n'a été sérieusement blessé dans l'accident, mais une passagère âgée s'est effondrée après avoir été aidée par l'avion et est ensuite décédée d'un arrêt cardiaque sur le chemin de l'hôpital .

## Pour approfondir